# Hymenanchora tenuisclera
Hymenanchora tenuisclera är en svampdjursart som först beskrevs av William Lundbeck 1910.  Hymenanchora tenuisclera ingår i släktet Hymenanchora, och familjen Myxillidae. Arten är reproducerande i Sverige.